# Lekowo (województwo mazowieckie)
Lekowo – wieś sołecka w Polsce położona w województwie mazowieckim, w powiecie ciechanowskim, w gminie Regimin. Leży nad rzeką Łydynia.
Wieś szlachecka położona była w drugiej połowie XVI wieku w powiecie ciechanowskim ziemi ciechanowskiej. W latach 1975–1998 miejscowość administracyjnie należała do województwa ciechanowskiego.
We wsi znajduje się parafia pw. św. Stanisława BM. Obecny drewniany kościół wzniesiony został w 1772 roku. Pod koniec XIX w świątynię gruntownie przebudowano, dobudowano wtedy również kruchtę.
Z Lekowa pochodził:
- Henryk Narewski – polski działacz społeczny i kombatancki.
- Józef Włodek, wieloletni prezydent Grudziądza.